# Evaniella robusta
Evaniella robusta är en stekelart som först beskrevs av August Schletterer 1889.  Evaniella robusta ingår i släktet Evaniella och familjen hungersteklar. Inga underarter finns listade i Catalogue of Life.